# メトディウスの予言書
メトディウスの予言書は、7世紀に作成された予言に関する作品である。パタラの教父メトディウスによって4世紀に作成されたと称してはいるが、現在では偽書と見るのが一般的である。その観点からは、偽メトディウスの予言書などとも呼ばれる。中世ヨーロッパでは終末が近づいているとしてその情景を描いた予言書が多く出されたが、この予言書はその中でも最も流布したと見なされている。

## 背景
この作品はもともと、近東がイスラーム勢力によって制圧された後、シリアのキリスト教徒の慰撫を目的として、シリア語で書かれた作品である。完成後まもなくギリシャ語に訳され、8世紀までにはラテン語に訳された。さらにはスラヴ語、ロシア語、アルメニア語、アラビア語などにも訳された。
正確な作成年代は特定困難だが、歴史家の中には644年から691年の間と推測する者もいる。

## 内容と影響
メトディウス予言書が描き出す未来像は以下のようなものである。イスラム勢力によるキリスト教国が制圧され苦しめられるが、「終末の皇帝」が現れ平和をもたらす。その後出現するゴグとマゴグは神の使いに滅ぼされるが、皇帝もゴルゴダの丘へ赴いて帝冠を置き、死を迎える。この後反キリストが君臨するが、キリストの再臨によってそれが終わり、最後の審判が行われる。
この作品にはキリスト教的終末論の多くのテーマが登場している。すなわち反キリストの興隆と没落、ゴグとマゴグの侵攻、世の終わりに先行する数々の艱難などである。加えて、『ティブルティナ・シビュラ』から借用された新たな要素として、救世主となる「終末の皇帝」が加わっている。これは中世の黙示文学的作品の中では中心をなす人物像であり、メトディウス予言書によって普及した。